# 모모살롱
《모모살롱》은 네이버 TV에서 2014년 9월 2일에 공개된 웹드라마이다.

## 등장 인물

### 주요 인물
- 박수영 : 한헤니 역
- 박정민 : 김창균 역

### 그 외
- 이미영 : 영자 역
- 유옥주 : 경순 역
- 김규리 : 보나 역
- 김도형 : 명훈 역
- 이상희 : 은혜 역
- 김이안 : 아기 역
- : 새댁 역
- 이나리 : 나리 역
- 정종열 : 택배기사 역
- 육미옥 : 미옥 역
- 정현석 : 정규 역
- 정소용 : 파마녀 역
- 정경도 : 남고생 역
- 고재운 : 진상남 역

### 특별출연
- 황민현 : 환상남 역
- 김목인 : 버스킹남 역
- 최송희 : 헤니의 언니 역 (목소리 출연)
- 김도희 : 라디오 앵커 역 (목소리 출연)

## 회차별 부제
| 회차 | 업로드 일자    | 부제                   | 런닝 타임 |
| ---- | -------------- | ---------------------- | --------- |
| 1화  | 2014년 9월 2일 | 모기만 모이는 모모살롱 | 9:20      |
| 2화  | 2014년 9월 2일 | 어떤 식으로의 위로     | 8:51      |
| 3화  | 2014년 9월 2일 | 오늘은 쓸쓸살롱        | 8:45      |
| 4화  | 2014년 9월 2일 | 발명왕 창균씨          | 8:20      |
| 5화  | 2014년 9월 2일 | 미스테리 박스          | 7:50      |
| 6화  | 2014년 9월 2일 | 마지막 면접            | 8:12      |